# Спунк новости
Спунк новости биле су недељно издање Стрипотеке. Излазиле су сваког четвртка, у новинском формату, током 1981. и 1982. године. Укупно је објављено 54 броја (рачунајући и нулти број). Нулти број појавио се на киосцима 2. јула 1981. године под називом Спунк новине. Часопис је био познат по томе што је, поред иностраних, објављивао и стрипове многих домаћих аутора.
Наредних година Спунк новости излазе и као специјал, тромесечно издање Стрипотеке, у мањем али луксузнијем формат и у квалитетнијој форми магазина.

## Историја
Током шездесетих и седамдесетих година прошлог века долази до процвата стрип издаваштва у Војводини. У Новом Саду су се налазиле две модерне штампарије великог капацитета – „Форум” и „Дневник”. Бројни београдски часописи и магазини, од којих је велики број оних који садрже стрипове, штампани су у ова два погона. За овај процват војвођанског стрипа је, парадоксално, заслужно и српско политичко руководство тог времена. У Крагујевцу је 1971. године одржан Конгрес културне акције у организацији српских либерала. На овом конгресу стрип је уврштен у шунд литературу, па је самим тим законски опорезован стопом од 31,5 одсто. Бројне ревије и издавачке куће нису се могле носити са таквим финансијским наметом. Војводина је, међутим, својом пореском аутономијом била изузета од овог финансијског намета и стрип издаваштво је почело да цвета. тако је „Форум” (касније „Маркетпринт”) преузео је примат са Панорамом (касније Стрипотека), Спунком, Спунк новостима, Стрип забавником и другим издањима. 
Војвођански „Форум” и „Дневник” су с временом постали перјаница српског стрип издаваштва и расадник великог броја домаћих имена у свету стрипа. Многи од њих касније су остварили и завидну инострану каријеру.

## Стрип цртачи уСпунк новостима
Велики број домаћих, посебно војвођанских цртача био је ангажован на страним стрип серијалима, али им је остављан простор и за њихове ауторске радове. Читава плејада југословенских аутора објављивала је у Стрипотеци и Спунк новостима. Сигурно је да су тадашњем југословенском стрипу у овим издањима највише пружили Дејан Ненадов и Игор Кордеј, а међу осталима су били Радован Девлић, Бранислав Керац, Жељко Пахек, Горан Ђукић Горски, Бранислав Бране Перковић и други.

## Специјали
Осим редовног недељног издања Спунк новости објављивале су и тромесечне специјалне бројеве. Најзначајнији број био је број 2 из 1985. године са темом Златно доба југословенског стрипа.
Осим стрипова, у овим специјалима објављиване су ауторске колумне и интервјуи са најзначајнијим домаћим и страним стрип цртачима.